# Lekkoatletyka na Letnich Igrzyskach Paraolimpijskich 2004 – pchnięcie kulą kl. F54 mężczyzn
W pchnięciu kulą kl. F54 (zawodnicy na wózkach inwalidzkich) mężczyzn podczas Letnich Igrzysk Paraolimpijskich 2004 rywalizowało ze sobą 10 zawodników.

## Wyniki

### Finał
| Poz. | Zawodnik         | Narodowość | Rezultat | Uwagi |
| ---- | ---------------- | ---------- | -------- | ----- |
| 1    | Georg Tischler   | Austria    | 9.67     | WR    |
| 2    | Rene Schwarz     | Austria    | 8.95     |       |
| 3    | Markku Niinimaki | Finlandia  | 8.88     |       |
| 4    | Janez Hudej      | Słowenia   | 8.77     |       |
| 5    | Bruce Wallrodt   | Australia  | 8.63     |       |
| 6    | Jesus Mendez     | Hiszpania  | 8.26     |       |
| 7    | Hubertus Brauner | Niemcy     | 8.23     |       |
| 8    | Luis Zependa     | Meksyk     | 7.81     |       |
| 9    | Germano Bernardi | Włochy     | 7.38     |       |
| 10   | Fan Liang        | Chiny      | 7.08     |       |